# Hexatoma schildeana
Hexatoma schildeana är en tvåvingeart som beskrevs av Alexander 1967. Hexatoma schildeana ingår i släktet Hexatoma och familjen småharkrankar.
Artens utbredningsområde är Costa Rica. Inga underarter finns listade i Catalogue of Life.